# Usinor
Юзінор (фр. Usinor, від фр. Union sidérurgique du nord de la France — Металургійний союз півночі Франції) — колишня французька компанія чорної металургії. Була заснована 1948 року. 1985 року об'єдналася з «Сасілор», внаслідок чого було створено компанію «Юзінор-Сасілор», яка у 1997 році була перейменована знову на «Юзінор». У 2001 році об'єдналася з люксембурзькою компанією «Арбед» і іспанською компанією «Aceralia» з утворенням компанії «Арселор», яка у 2006 році ввійшла до складу «ArcelorMittal».

## Історія
Компанія «Юзінор» була заснована у 1948 році шляхом об'єднання двох великих металургійних компаній, що базувалися на півночі Франції, — «Форж е ас'єрі де Денен е Анзен» (фр. Forges et Aciéries de Denain et Anzin — "Кузні і металургійні заводи Денену й Анзену, заснована 1834) і «Форж е ас'єрі дю Нор е де л'Ест» (фр. Forges et Aciéries du Nord et de l'Est — «Кузні і металургійні заводи півночі і сходу», заснована 1881). Зокрема, компанія «Форж е ас'єрі де Денен е Анзен» передала тресту «Юзінор» свої доменні печі і сталеплавильні заводи у Анзені і Ескадоні і залізничну гілку, що з'єднувала їх з Обіньї-о-Бак, а компанія «Форж е ас'єрі дю Нор е де л'Ест» — свої доменні печі і заводи у Валансьєнн, Лувруалі, Омоні і Монтатері. Доля «Форж е ас'єрі де Денен е Анзен» «Денен-Айзен» оцінювалася у 5985,6 млн дореформенних франків, а доля «Форж е ас'єрі дю Нор е де л'Ест» — у 5614,4 млн дореформенних франків, що складали номінальний капітал тесту. Кожна з двох компаній стала власником 50 % акцій новоутворенного тресту.
У перший рік свого існування компанія отримала кредити за планом Маршала з США у розмірі 12 млн доларів і 13 млрд. дореформенних франків з так званого еквівалентного фонду, внаслідок чого компанія могла виділити 25 млрд дореформенних франків на інвестиції. Нею було закуплено у США прокатне обладнання на суму 10 млрд франків. На 2 заводах компанії було встановлено безперервні прокатні стани — гарячої прокатки у місті Денені, потужністю 800—900 тис. т, і холодної прокатки — на заводі у Монтатере, потужністю 350 тис. т.
За 1961—1965 роки «Юзінор» збільшила свій основний капітал (за відрахуванням амортизації) з 1051 млн франків до 1753 млн, кількість робітників — з 18 тис. (у 1964 році) до 38 тис. (у 1966 році), оборот її зріс з 1544 млн франків до 2042 млн, дівіденди підвищилися з 24,6 млн франків у 1961 році до 35 млн у 1966 році.
У 1965 році у списку 500 найбільших підприємств Франції «Юзінор» посідав за власним капіталом 14 місце, за оборотом — 10, за зайнятістю — 8, за доданою вартістю — 12, за інвестиціями — 172.
Компанія «Юзінор» володіла 2 компаніями для збуту своєї продукції — «Сос'єтн де вант д'ас'є дю Нор де ля Франс», що займалася продажем продукції на внутрішньому ринку, і «Сос'єте пур ля вант дез ас'є», що займалася експортом продукції «Юзінор».
| Роки                                           | 1950 | 1960 | 1961 | 1962 | 1963 | 1964 | 1965 | 1966 | 1979 |
| ---------------------------------------------- | ---- | ---- | ---- | ---- | ---- | ---- | ---- | ---- | ---- |
| Виплавка сталі фірмою «Юзінор»                 |      |      | 2,5  | 2,8  | 3,3  | 4,0  | 4,1  | 6,3  | 11,9 |
| Національне виробництво сталі                  |      |      | 17,6 | 17,2 | 17,6 | 19,8 | 19,6 |      |      |
| Частка компанії у національному виробництві, % |      |      | 14,2 | 16,3 | 18,6 | 20,2 | 20,9 | 32   |      |

14 жовтня 1998 року група «Юзінор» та уряд Валлонії досягли домовленості, згідно з якою «Юзінор» стало мажоритарним акціонером бельгійського виробника сталі Cockerill-Sambre.

## Виноски
1. 1 2   American influence on a large steel firm: How Usinor learnt and adapted US method in France. // Catching Up with America. Presses Paris Sorbonne, 2002. P. 277. (англ.)
2. 1 2 3 4 5 6 7   Милет М. Государственно-монополистический капитализм во Франции. — К.: Наукова думка, 1969. — 432 с. — С. 72 — 73. (рос.)
3. 1 2   Економіка радянської України. — № 1, 1972. — С. 83, 86.
4. ↑   Крупнейшие монополии мира. — М.: Издательство политической литературы, 1968. — С. 58. (рос.)
5. ↑   Commission Decision of 2 April 1982 authorizing the concentration between the Usinor, Sacilor and Normandie steel undertakings. Official Journal of the European Communities. No L 139/1 — 139/8, 19.5.82. (англ.)
6. ↑  Dryon, Philippe ; Krzeslo, Estelle. Usinor takes over Cockerill-Sambre, under union supervision. 27.12.1998. Eurofound. Архів оригіналу за 14 листопада 2020. Процитовано 22 листопада 2020. (англ.)